# Edredón

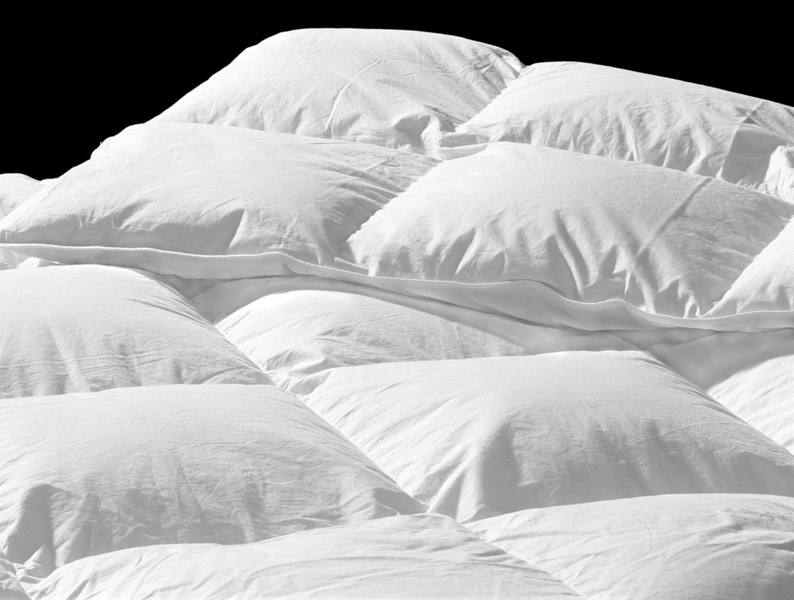
Edredón blanco

Un edredón, acolchado, plumón o cubrelecho es un tipo de cubierta compuesta por una funda suave, y un relleno (tradicionalmente de plumón o material sintético), que se utiliza como manta y cubrecamas. Hoy en día, los edredones también se llenan de lana o fibras artificiales como poliéster.
- Los edredones sintéticos no son calurosos, por lo que se recomiendan para habitaciones con calefacción o para entretiempo.
- Al mantener las plumas el calor del cuerpo, los edredones naturales son recomendables para habitaciones frías y climas poco calurosos.
- Además de los de plumas hoy existen otros tipos de edredones naturales como los de algodón, seda, lana o pelo de camello.

En las camas equipadas con edredones, el colchón se cubre con una sábana bajera y encima se coloca el edredón. No obstante, en el invierno se puede utilizar una sabana encimera térmica.

## Historia
Los edredones surgieron en la Europa rural nórdica y fueron hechos originalmente de plumas de éider (Somateria), un tipo de pato cuyas plumas son bien conocidas por su utilidad como aislante térmico.
Hoy en día, los edredones se utilizan especialmente en Europa, y han llegado a ser populares a lo largo del mundo desde finales del siglo XX. Su popularidad en el norte de Europa se refleja en su denominación común de edredón nórdico.
En Westfalia, un escritor inglés de viajes observaba en 1749:

"Hay una cosa muy particular en ellos, esos no se cubren con ropas de cama, sino que ponen una cama de plumas encima y otra debajo. Esto es bastante cómodo en invierno, pero cómo pueden soportar cubrirse con sus camas de plumas en verano, tal como se hace habitualmente, no lo puedo concebir."
 Thomas Nugent, The Grand Tour 1749, vol. II. p.66.

En su libro Viaje al centro de la Tierra Julio Verne relata respecto a Hans, el guía que le fue recomendado al protagonista para su viaje:

"... no era más que un cazador de éideres, ave cuyo plumaje consiste en la mayor riqueza de la isla [Islandia]. Dicha pluma, llamada edredón, se recoge sin necesidad de abusar de sus facultades locomotoras.

Al iniciarse el verano, la hembra de éider, especie de ánade muy hermosa, construye su nido entre las rocas de los fiordos, de que se halla erizada toda la costa. Construido el nido, lo tapiza con las finas y nuevas plumas que ella misma arranca de su vientre. Inmediatamente llega el cazador, o por mejor decir, el cosechero, coge el nido, y la hembra vuelve a empezar su trabajo. Se repite la misma operación mientras tiene la hembra plumaje de que disponer, y cuando se ha despojado de todo, llega el macho. Como la pluma dura y grosera de este no tiene valor en el comercio, el cazador no se toma la molestia de robársela y por consiguiente el nido se concluye. Entonces la hembra pone sus huevos, nacen los hijuelos y la cosecha de edredón se repite el año siguiente."
 Julio Verne, Viaje al centro de la tierra, cap XI.

## Ventajas e inconvenientes

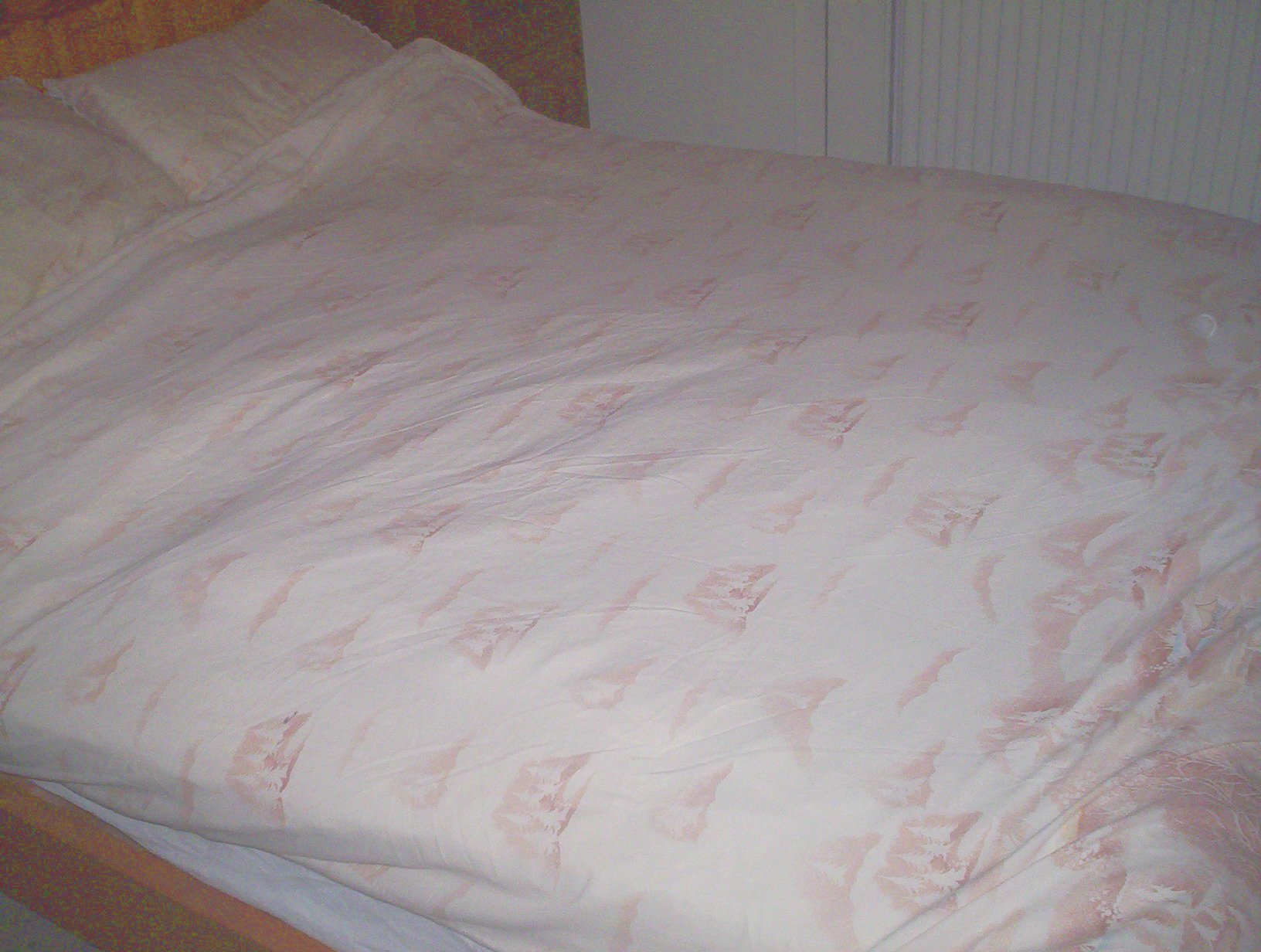
Cama con edredón

- Los edredones reducen la complejidad de hacer la cama, pues se trata de una sola cubierta en vez de la combinación de dos sábanas, mantas y colchas u otras cubiertas, como es habitual en muchas partes del mundo. Además, el edredón es un artículo más ligero que las mantas, se puede lavar y tiene una larga vida al poder cambiar la funda tantas veces como se necesite.
- Como desventajas: queda suelto sobre la cama, por lo que puede deslizarse durante la noche y su limpieza es compleja, ya que al mojarse las plumas, suelen aglomerarse y es difícil devolver el edredón a su estado normal, aparte de que tarda mucho en secarse.

## Algunas medidas habituales
Algunas medidas comunes (en centímetros) de edredones:
- Para camas individuales: 150x220 (para camas de *80 y 90) 180x220 (para camas de 105/110)
- Para camas de matrimonio: 220x220 (para camas de *135) 240x220 (para camas de 150/160 "queen size")
- Para camas extragrandes: 260x240 (para camas de *180/200 "king size")

(*) Medidas de ancho del colchón, el largo no influye.